# Macrodactylus discipennis
Macrodactylus discipennis är en skalbaggsart som beskrevs av Moser 1918. Macrodactylus discipennis ingår i släktet Macrodactylus och familjen Melolonthidae. Inga underarter finns listade i Catalogue of Life.